# Lagoa da Chica
A Lagoa da Chica localiza-se na Planície Sedimentar do Campeche, ao sul da Ilha de Santa Catarina. A lagoa é uma Área de Preservação Permanente e abrange uma extensão de 4,6 hectares. Foi tombada como patrimônio Natural e Paisagístico do Município de Florianópolis pelo decreto municipal n° 135/88 de 5 de junho de 1988. Atualmente a lagoa se encontra em processo de assoreamento devido a constante sedimentação e a existência de canais de drenagem que prejudicam o abastecimento do manancial. Por isso, existe a necessidade dos órgãos públicos, juntamente com a comunidade, garantirem que a área seja devidamente conservada.